# Керзеньга
Керзеньга — посёлок в Шенкурском районе Архангельской области. Входит в состав муниципального образования «Верхопаденьгское».

## География
Посёлок расположен в южной части Архангельской области, в таёжной зоне, в пределах северной части Русской равнины, в 86 километрах на запад от города Шенкурска, на левом берегу реки Паденьга. Ближайшие населённые пункты: на востоке деревня Горбачевская и деревня Артемьевская.
Часовой пояс
Керзеньга, как и вся Архангельская область, находится в часовой зоне МСК (московское время). Смещение применяемого времени относительно UTC составляет +3:00.

## Население
| 2002 | 2010 | 2012 |
| ---- | ---- | ---- |
| 84   | ↘31  | ↗33  |

## Инфраструктура
В деревне 2 улицы — Набережная и Октябрьская.